# 琳恩·特雷西
琳恩·M·特雷西（英語：Lynne M. Tracy），是一名美国外交官，現任美國駐俄羅斯大使。曾於2019年至2022年擔任美國駐亞美尼亞大使。

## 早年生活和教育
特雷西出生於俄亥俄州巴伯顿，是阿爾伯特·本丟斯·特雷西和卡羅爾·本丟斯·特雷西的三個女兒之一。

## 職業生涯
特雷西開始了外交生涯，曾擔任過各種國際職務，特別是在中亞和南亞，包括1995年至1997年擔任土庫曼斯坦阿什哈巴德大使館副館長、巴基斯坦白沙瓦首席官員，以及哈薩克斯坦阿斯塔納主要官員。特蕾西於2002年至2003年擔任駐喀布爾政治官員，於1997年至2000年擔任駐吉爾吉斯斯坦比什凱克領事官員；並擔任巴基斯坦白沙瓦的政治領事官員。在國內工作中，她於 2003 年至 2004 年擔任哈薩克斯坦的主管官員，並於2001年至2002年擔任格魯吉亞歐洲和歐亞事務局局長，2000年至2001年擔任國務院新獨立國家特使參謀助理。

### 美國駐亞美尼亞大使
2018年9月28日，唐納·川普總統提名特雷西為美國駐亞美尼亞大使，並於2019年1月2日獲得參議院批准。在特雷西獲得批准之前，參議院議員鲍勃·梅嫩德斯和艾德·马基對美國的情況提出了強烈質疑。土耳其否認亚美尼亚种族灭绝的政策，2019年2月特雷西宣誓擔任大使。，特雷西於3月1日遞交國書。她於2022年12月20日離任
2022年12月7日，亞美尼亞外交部長阿拉拉特·米尔佐扬授予琳恩·特雷西亞美尼亞外交部榮譽勳章。

### 美國駐俄羅斯大使

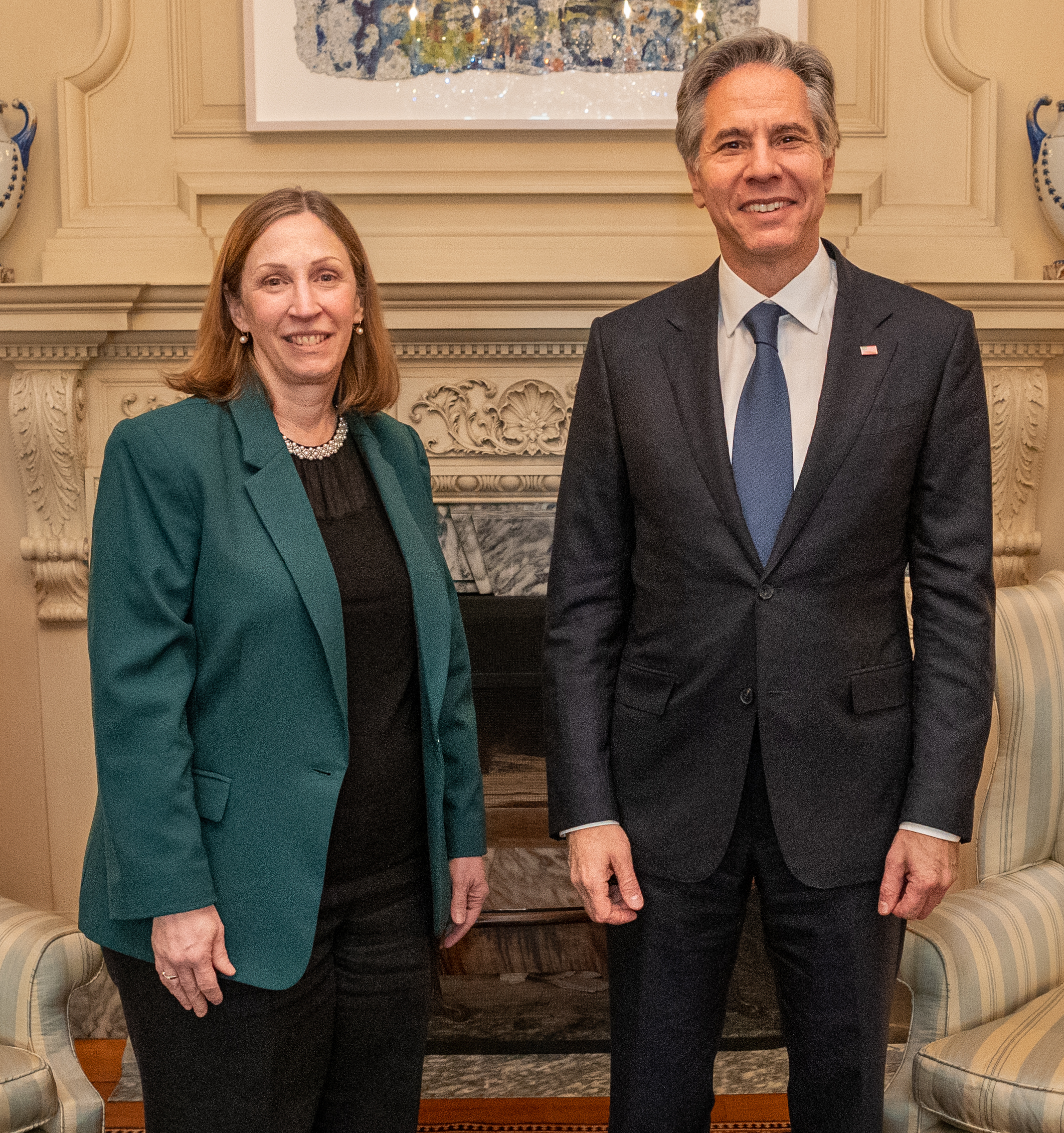
2023年特雷西與國務卿安東尼·布林肯

特雷西於2022年9月20日被喬·拜登總統提名出任駐俄羅斯大使。約翰·沙利文大使於2022年9月4日離開莫斯科，並表示退休。
2022年12月21日，美國參議院表決批准琳恩·特雷西出任美國駐俄羅斯大使。2023年1月9日宣誓就職，並於當月底遞交國書。成為美國駐俄羅斯首位女大使

## 個人生活
特雷西會說俄語。

## 榮譽
- 亚美尼亚外交部荣誉勋章。

## 外部連結
- C-SPAN內的頁面（英文）